# 张兴业
张兴业（1939年—），山东利津人，中国人民解放军将领、中国人民解放军中将。 
1998年到2002年曾任国防大学副校长。 
1990年授予中国人民解放军少将军衔，1999年授予中国人民解放军中将军衔。